# Iulia Traducta

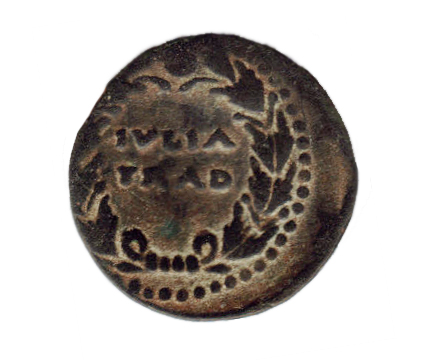
Munt uit Iulia Traducta

Iulia Traducta was een Romeinse stad in de Oudheid, in wat nu Algeciras is. Na te zijn verlaten in de vroege Middeleeuwen, was lange tijd de locatie van de stad onbekend. Traditioneel werd de stad geïdentificeerd met het huidige Tarifa. Plinius de Oudere plaatste de stad op de kust van Mauretania. Moderne archeologische ontdekkingen hebben de oude stad met zekerheid kunnen identificeren met een buitenwijk van het huidige Algeciras.
De Romeinse historicus Pomponius Mela was er geboren, en hij schrijft hoe de stad zijn oorsprong had in een vestiging daar van een deel van de inwoners van de Noord-Afrikaanse steden Zilis en Tingis. Dit wordt bevestigd door Strabo, die vertelt dat de stad gesticht was door migranten uit Zilis (en in mindere mate Tingis). Een veel gebruikte naam voor de stad in Latijnse teksten was Tingentera (het andere Tingis).